# Sialis morrisoni
Sialis morrisoni is een insect uit de familie Sialidae, die tot de orde grootvleugeligen (Megaloptera) behoort.